# Каирский университет
Каирский университет (араб. جامعة القاهرة‎ Gāmiʿat al-Qāhirah; ранее также Египетский университет и Университет Фуада) — старейший университет европейского типа в Египте, Гиза. Один из старейших светских университетов Арабского мира; второе высшее заведение страны после Университета аль-Азхар, расположенного в том же Каире.
Включает 26 факультетов. Около 200 тыс. студентов, более 12 тыс. преподавателей. Преподавание ведётся на арабском языке, на естественно-технических факультетах — на английском и французском языках.

## История

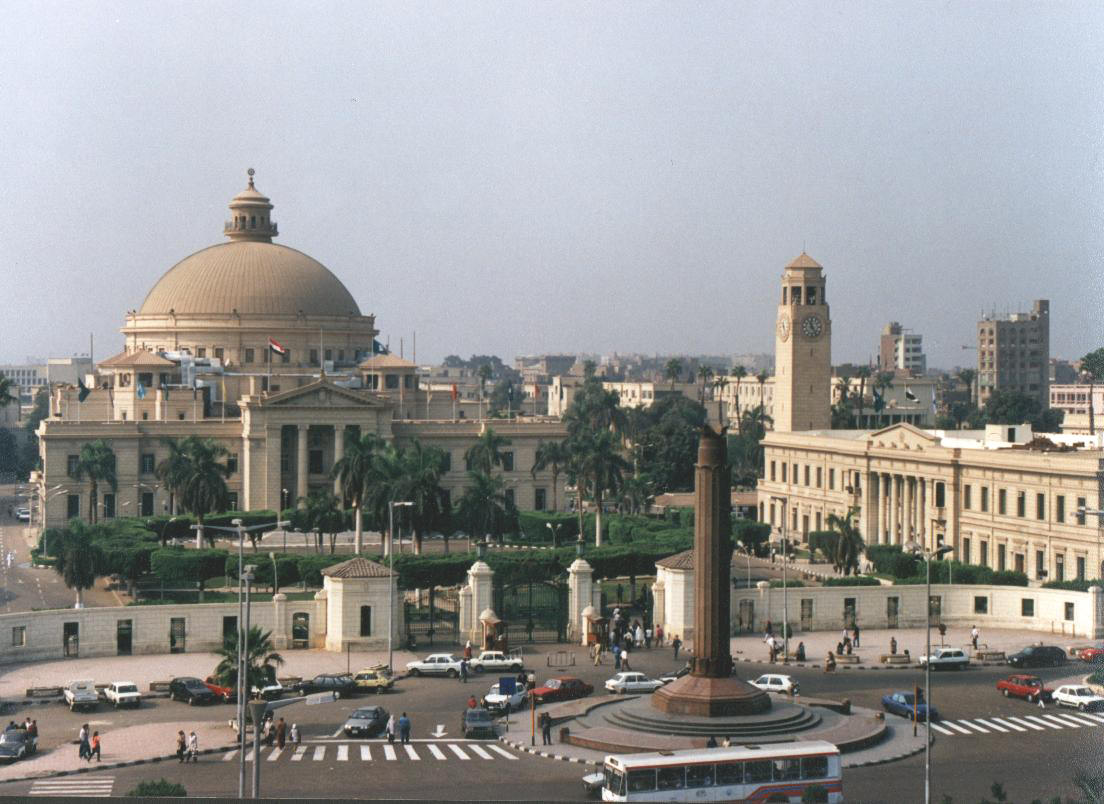
Главное здание университета

Основан 21 декабря 1908 года усилиями египетских национальных научных деятелей на частные средства по образцу университетов европейского типа. Известно, что Великобритания препятствовала его открытию.
Университет был создан по образцу университетов европейского типа и стал одним из первых высших учебных заведений этого типа в арабском мире, где доминировали религиозные учебные заведения (в частности, в Каире действовал Университет Аль-Азхар).
Первым его ректором был египетский интеллектуал деятель антиколониального движения Ахмед Лютфи Эль-Сайед (с 1925 года). В 1925 году преобразован в государственный и подчинён министерству народного просвещения. Был назван именем короля Фуада I, а после Июльской революции 1952 года получил нынешнее наименование.

## Филиалы
В 1938 году был открыт филиал университета в Александрии, в 1942 году преобразованный в самостоятельный Александрийский университет. В 1955 году был открыт филиал в Хартуме (Судан), в 1962 году — в городе Аль-Мансура.

## Подразделения
В 1971—1972 учебном году в университете было 12 факультетов, в настоящее время в составе университета насчитывается 20 факультетов и несколько институтов:
- Инженерный факультет
- Медицинский факультет
- Факультет компьютерных и информационных систем
- Фармацевтический факультет
- Факультет сельского хозяйства
- Факультет естественных наук
- Факультет экономики и политологии
- Факультет массовых коммуникаций
- Факультет археологии
- Факультет искусств
- Факультет коммерции
- Факультет специализированного образования
- Факультет сестринского дела
- Юридический факультет
- Факультет физиотерапии
- Стоматологический факультет
- Факультет ветеринарной медицины
- Факультет Дар Аль-Улум
- Факультет дошкольного образования
- Институт статистики
- Институт африканистики
- Национальный институт исследования рака
- Факультет регионального и гражданского планирования
- Институт изучения образования
- Национальный институт лазерных технологий
- Центр открытого образования

При университете действуют Океанографический институт в Суэце, биологическая станция в Хургаде, астрономическая обсерватория в Хелуане и др.

## Известные выпускники
- Ясир Арафат — руководитель ООП, ПНА и ФАТХ,  Нобелевская премия мира 1994 года (инженерный факультет)
- Мухаммед Атта — один из исполнителей теракта 11 сентября 2001 года (изучал архитектуру)
- Мохаммед аль-Барадеи — генеральный директор МАГАТЭ в 1997—2009,  Нобелевская премия мира 2005 года (юридический факультет)
- Бутрос Бутрос-Гали — генеральный секретарь ООН в 1992-96
- Айман аз-Завахири — один из лидеров Аль-Каиды (медицинский факультет)
- Асма Махфуз — политическая активистка, лауреат премии имени Сахарова 2011 года
- Нагиб Махфуз — писатель,  Нобелевская премия по литературе 1988 года (философский факультет)
- Ахмед Назиф — премьер-министр Египта в 2004-11 (инженерный факультет)
- Абд аль-Куддус, Ихсан — писатель и журналист
- Мохамед Ибрагим Селим — военный и государственный деятель.
- Хасан Фатхи — архитектор (архитектура)
- Таха Хусейн — писатель
- Омар Шариф — актёр (естественнонаучный факультет)
- Шенуда III — патриарх КПЦ с 1971 года (история)
- Асси, Доха (1970) — египетская писательница, общественный деятель, депутат парламента Египта

Два года на юридическом факультете Каирского университета учился Саддам Хусейн.